# Ľubeľa
Ľubeľa (bis 1948 slowakisch „Lubela“; ungarisch Lubella) ist eine Gemeinde im Norden der Slowakei mit 1192 Einwohnern (Stand 31. Dezember 2024), die zum Okres Liptovský Mikuláš, einem Teil des Žilinský kraj, gehört und zur traditionellen Landschaft Liptau gezählt wird.

## Geographie

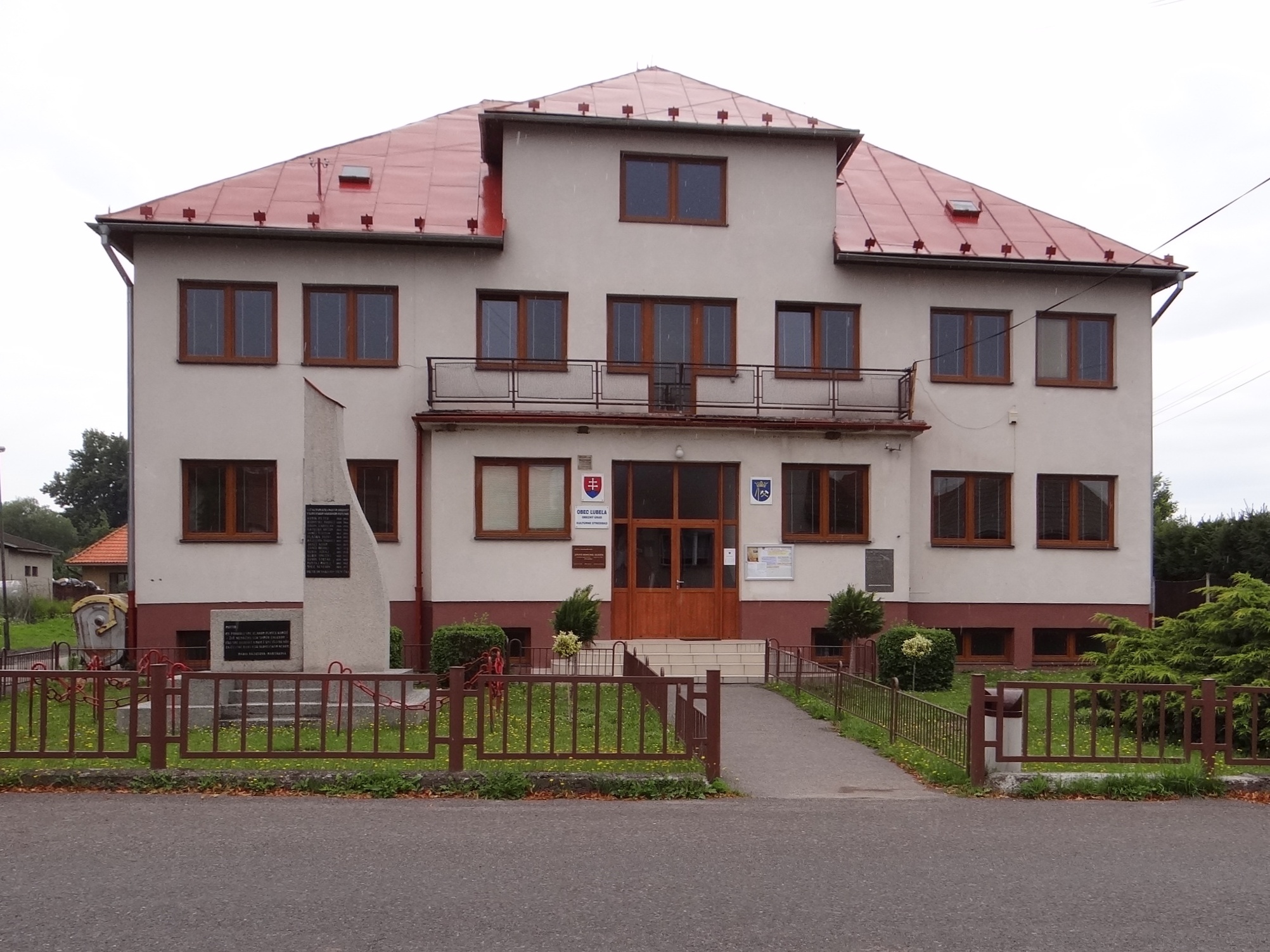
Sitz des Gemeindeamtes

Die Gemeinde befindet sich im Talkessel Liptovská kotlina (Teil der größeren Podtatranská kotlina) südlich des Liptauer Stausees, im Tal des Baches Kľačianka, beiderseits des Baches. Weiter nach Süden erhebt sich die Niedere Tatra. Das Ortszentrum liegt auf einer Höhe von 612 m n.m. und ist 14 Kilometer von Liptovský Mikuláš sowie 19 Kilometer von Ružomberok entfernt.
Nachbargemeinden sind Vlachy im Norden, Gôtovany im Nordosten, Dúbrava im Osten und Südosten, Liptovské Kľačany im Südwesten und Malatíny im Westen und Nordwesten.

## Geschichte
Die heutige Gemeinde entstand 1924 durch Zusammenschluss der bisher selbständigen Orte Kráľovská Ľubeľa (ungarisch Királylubella) und Zemianska Ľubeľa (ungarisch Nemeslubella). Beide bleiben bis heute Katastralgemeinden.
Der ursprüngliche Ort wurde zum ersten Mal 1278 als Libela schriftlich erwähnt, als Johann Galicus, ein Magister wallonischer Herkunft, ein Stück Land zwischen Ľubeľa und benachbartem Ort Vlachy in einem Schenkungsakt von Ladislaus IV. erhielt. Die Krone behielt aber den Ort selbst, der zum Herrschaftsgebiet der Burg Liptau gehörte. Im Mittelalter bestanden im Tal der Kľačianka einige Goldbergwerke. Nach dem Untergang der Burg Liptau in den 1470er Jahren kam das zu dieser Zeit als Kyral Lubele (etwa: königliches Lubele) bezeichnetes Dorf zum Gutsbesitz der Burg Likava. Später war es Besitz von landadeligen Geschlechter Okolicsány, Pongrácz, Szmrecsányi und Reviczky. Im 18. Jahrhundert gab es Antimonbergwerke in der Gegend. 1784 hatte die Ortschaft 59 Häuser und 471 Einwohner, 1828 zählte man 75 Häuser und 601 Einwohner.
Der spätere Ort Zemianska Ľubela wurde zum ersten Mal 1535 als Lwbelye nobilium schriftlich erwähnt und war im Gegensatz zum ursprünglichen Ort vorwiegend im Besitz landadeliger Familien, unter anderen Bajcsy, Köröskény, Kubínyi, Rakovszky und Turánszky. 1784 hatte die Ortschaft 47 Häuser und 369 Einwohner, 1828 zählte man 51 Häuser und 444 Einwohner.
Bis 1918 gehörte der im Komitat Liptau liegende Ort zum Königreich Ungarn und kam danach zur Tschechoslowakei beziehungsweise heute Slowakei. In der ersten tschechoslowakischen Republik pendelten die Einwohner in Bergwerke bei Handlová und Salgótarján. Im Zweiten Weltkrieg nahm die Gemeinde am Slowakischen Nationalaufstand teil, kurz vor dem Rückzug im März 1945 wurde Ľubeľa von der Wehrmacht teilweise in Brand gesetzt.

## Bevölkerung
| Jahr                | 1994 | 2004    | 2014    | 2024    |
| ------------------- | ---- | ------- | ------- | ------- |
| Anzahl der Personen | 1162 | 1088    | 1119    | 1192    |
| Unterschied         |      | −6,36 % | +2,84 % | +6,52 % |

| Jahr                | 2023 | 2024 |
| ------------------- | ---- | ---- |
| Anzahl der Personen | 1192 | 1192 |
| Unterschied         |      | +0 % |

Nach der Volkszählung 2011 wohnten in Ľubeľa 1125 Einwohner, davon 1106 Slowaken, sechs Tschechen, zwei Magyaren und ein Russe. 10 Einwohner machten keine Angabe zur Ethnie.
813 Einwohner bekannten sich zur römisch-katholischen Kirche, 141 Einwohner zur Evangelischen Kirche A. B., jeweils fünf Einwohner zur evangelisch-methodistischen Kirche und zur Pfingstbewegung, jeweils zwei Einwohner zur orthodoxen Kirche und zur reformierten Kirche sowie jeweils ein Einwohner zur altkatholischen Kirche, zur Bruderkirche und zur griechisch-katholischen Kirche; drei Einwohner bekannten sich zu einer anderen Konfession. 116 Einwohner waren konfessionslos und bei 35 Einwohnern wurde die Konfession nicht ermittelt.